# Markgrafentafel

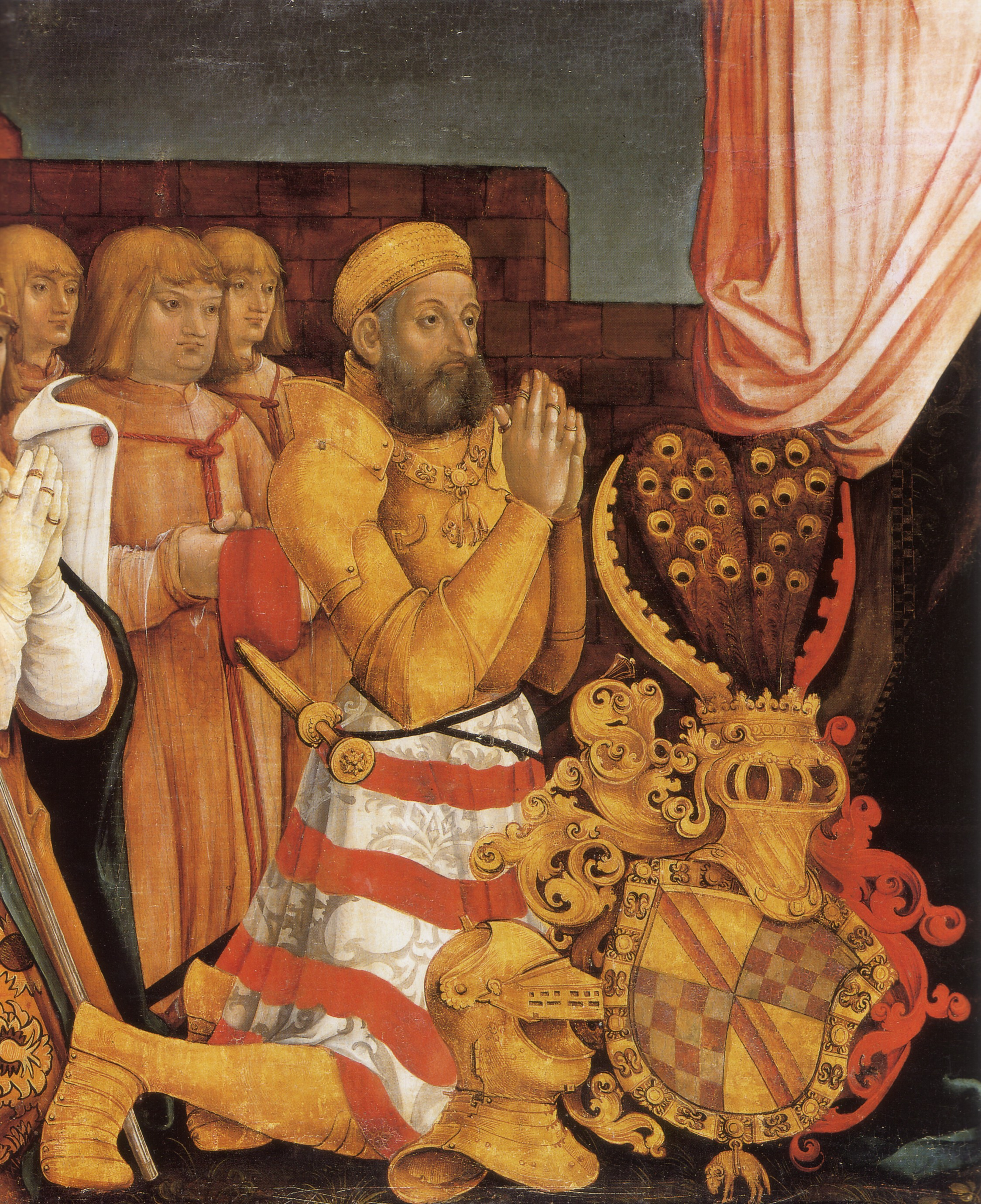
Ausschnitt

Als Markgrafentafel wird ein großformatiges Votivbild von Hans Baldung bezeichnet, das um 1509/10 entstand und u. a. den Stifter des Bilds, Markgraf Christoph I. von Baden, zeigt. Sie zählt zu den kunsthistorisch und historisch herausragenden Werken der Staatlichen Kunsthalle Karlsruhe und trägt – zurückgehend auf das Inventar von Karl Koelitz – die Inventarnummer 88.

## Ikonographie
64 Zentimeter hoch und 216 Zentimeter breit, hat sie ein ungewöhnliches Format. Man weiß nicht, für welchen Ort und Zweck sie ursprünglich bestimmt war.
In der Mitte ist Anna selbdritt dargestellt. Auf der Männerseite (vom Betrachter aus gesehen links) kniet betend der Auftraggeber, Markgraf Christoph I. von Baden (1453–1527) mit neun Söhnen. Auf der Frauenseite sieht man seine Frau Ottilie von Katzenelnbogen (vermutl. 1451–1517) mit fünf Töchtern.
Der Karlsruher Archivar Konrad Krimm hat 1990 eine politische Deutung des Bildes vorgelegt. Die Anordnung der Söhne bevorzugt – entsprechend dem Testament des Markgrafen von 1503 – den als Alleinerben vorgesehenen Sechstgeborenen, der von den weltlichen Söhnen der zweitälteste war. Diese Nachfolgeregelung konnte Christoph aber nicht durchsetzen.

## Besitzgeschichte
Im Katalog der Karlsruher Kunsthalle von 1847 wurde das unsignierte Bild erstmals Hans Baldung zugeschrieben. Dies erlaubt eine Datierung auf 1509/1510, die unbestritten ist. Die älteste Nachricht von der Existenz der Tafel stammt aus einem Inventar des Jahres 1691, welches das nach Basel ausgelagerte Gemälde auflistet. 1789 kehrte die Tafel aus Basel zurück, sie wurde nach Karlsruhe in die Gemäldegalerie verbracht. Großherzog Leopold (1811–1852) stellte das Bild zeitweilig für die neugestaltete Fürstenkapelle des Klosters Lichtental bei Baden-Baden als Antependium zur Verfügung. Dort wurde sie aber 1833 durch eine Kopie ersetzt. Das Original befindet sich seither in der Kunsthalle Karlsruhe.
Als Besitz des ehemaligen großherzoglichen Hauses wurde die Tafel 1930 vom Land Baden angekauft, nachdem sich der Kultusminister Adam Remmele vehement dafür eingesetzt hatte, das glanzvolle Stück dem Land zu sichern. Berthold Markgraf von Baden gestand bei den Verhandlungen schließlich die Markgrafentafel in einem eigenhändigen Schreiben ausdrücklich dem Land zu:
„Karlsruhe 18.II.1930.
Sehr geehrter Graf Douglas.
Auf Ihre nochmalige Vorstellung hin, ist das Großherzogliche badische Haus bereit auf das Votivbild von Hans Baldung (Grien) zu Gunsten des badischen Staates zu verzichten.
Ich hoffe, daß damit die letzte Klippe aus dem Wege geräumt ist.
Mit den besten Grüßen bin ich, sehr geehrter Herr Graf,
Ihr stets ergebener Markgraf Berthold.“
Der Ankauf durch das Land geriet in Vergessenheit, die Kunsthalle betrachtete in den letzten Jahren das Spitzenwerk als Eigentum des Hauses Baden. Als solches wurde es bei der Ausstellung „Schatzhäuser Deutschlands“ über Kunst in privatem Adelsbesitz 2004/05 in München gezeigt. Nachdem die Markgrafentafel von Ministerpräsident Günther Oettinger im Rahmen der Karlsruher Kulturgutaffäre 2006 als eindeutiges Eigentum der ehemals regierenden Familie angesprochen wurde, gelang es dem Freiburger Historiker Dieter Mertens in der Frankfurter Allgemeinen Zeitung vom 2. November 2006 den Nachweis anhand Karlsruher Akten zu führen, dass die Votivtafel seit 1930 dem Land Baden gehört. Der bereits durch die Verkaufspläne der Handschriften angeschlagene Ministerpräsident wurde in der Presse mit Spott überzogen.
Eine Replik des Hauses Baden, die das Baldung-Werk (Koelitz Nr. 88) mit einem 1930 bereits dem Haus Baden übergebenen angeblichen kleinen Baldung-Bild, das ebenfalls Markgraf Christoph zeigt (Koelitz Nr. 87), verwechselte, konnte nicht durchgreifen.